# قرار مجلس الأمن التابع للأمم المتحدة رقم 132
قرار مجلس الأمن التابع للأمم المتحدة رقم 132، المعتمد في 7 سبتمبر 1959، قرر تعيين لجنة فرعية مؤلفة من الأرجنتين وإيطاليا واليابان وتونس، وكلفها بفحص البيانات التي تم الإدلاء بها أمام المجلس بشأن لاوس وتلقي المزيد من البيانات والوثائق. وتقديم الاستفسارات وإبلاغ المجلس في أقرب وقت ممكن. كان القرار الوحيد الذي اتخذه مجلس الأمن في عام 1959.
كانت لاوس قد اتهمت في السابق قوات من شمال فيتنام بعبور حدودها المشتركة والقيام بهجمات عسكرية ضد لاوس. عقد رئيس مجلس الأمن جلسة عاجلة.
اعتمد القرار 132 بأغلبية عشرة أصوات مقابل صوت واحد معارض من الاتحاد السوفياتي .
وخلصت اللجنة الفرعية إلى أن المعابر كانت ذات طبيعة حرب عصابات ولم يتضح بشكل واضح أن القوات الفيتنامية الشمالية كانت مسؤولة.

## روابط خارجية
- نص القرار في undocs.org